# WASP-16
WASP-16은 처녀자리 방향에 있는 황색 왜성이다. 겉보기 등급은 11로 맨눈으로는 볼 수 없다. 이 별은 태양과 물리적 특징이 비슷하다.

## 행성계
2009년 슈퍼WASP 프로젝트 중 이 별을 도는 외계 행성 하나가 발견되었다. 항성으로부터의 거리와 질량으로 미루어 보아 뜨거운 목성으로 보인다.